# Semantische Suchmaschine
| QS-Informatik | Dieser Artikel wurde wegen inhaltlicher Mängel auf der Qualitätssicherungsseite der Redaktion Informatik eingetragen. Dies geschieht, um die Qualität der Artikel aus dem Themengebiet Informatik auf ein akzeptables Niveau zu bringen. Hilf mit, die inhaltlichen Mängel dieses Artikels zu beseitigen, und beteilige dich an der Diskussion! (+) |

Eine semantische Suchmaschine ist eine Suchmaschine, welche versucht die Semantik, das heißt die Bedeutung einer eingegebenen Frage, zu erfassen. Anschließend sucht sie in ihrem (üblicherweise vorab) auf Semantik analysiertem Datenbestand nach passenden Antworten. Die semantische Suche ist nicht auf die natürliche Sprache beschränkt. Wie bei Stichwort-orientierten Suchmaschinen üblich, besteht eine Antwort zumeist aus einzelnen Aussagen statt ganzen Dokumenten.

## Bedeutungserschließende Suchmaschinen
Bei der Suche eines Begriffs unterscheiden sich die Ergebnisse zwischen Schlüsselbegriff- und Bedeutungserschließenden Suchmaschinen. Erstere zeigt Antworten, welche die Eingabe beinhalten oder Webseiten, auf die durch die eingegeneben Begriffe verwiesen wird. Letztere schließt Antworten mit ein, die Wörter oft in Zusammenhang gesetzt mit dem Suchbegriff, beinhalten (z. B. Eingabe 'Musik' schließt Ergebnisse zu 'mp3', 'Song' und 'Musikvideo' mit ein).
Moderne Suchmaschinen wie Google versuchen zusätzlich die Beziehung zwischen einzelnen Entitäten zu analysieren, gewichten und Ergebnisse dementsprechend anzuzeigen.

## Suchmaschinen mit Verarbeitung natürlichsprachlicher Suchanfragen
Die natürliche Sprache erlaubt durch Austauschen einzelner Wörter die Bedeutung einer Frage zu verändern. Beispiel:
- Wann starb Martin Luther King?
- Wie starb Martin Luther King?

Stichwort-orientierte Suchmaschinen würden auf beide Anfragen nahezu die gleichen Fundstellen liefern. Wenn die natürliche Sprache mit einbezogen wird, käme als Resultat der ersten Frage Antworten, welche das Sterbedatum Martin Luther Kings enthalten und zur zweiten, Details über das Attentat.
Ebenfalls lässt sich durch natürliche Sprache die gleiche Frage unterschiedlich gestellt werden. Beispiel:
- Wann starb Martin Luther King?
- An welchem Tag wurde Martin Luther King ermordet?
- Nenne das Todesdatum Martin Luther Kings.

Der gefragte Inhalt ist bei allen Formulierungen gleich. Eine an Stichworten orientierte Suchmaschine würde unterschiedliche Fundstellen und ggf. keine passenden Ergebnisse zeigen, während eine semantische Suchmaschine auf alle Beispiel-Fragen die gleiche Antwort präsentieren sollte.
Die Entwicklungen zur Verarbeitung allgemeiner, natürlichsprachlicher Eingaben sind bislang noch auf ziemlich einfache Anfragen und mehrheitlich auf die Auswertung der englischen Sprache beschränkt. Beispiel für komplexe (mehrfach bedingte, Verhältnismaße verwendende, und durch Unschärfen gekennzeichnete) Anfragen sind:
- „Zeige mir eine Liste aller Werke deutschsprachiger Schriftsteller, die im Paris des fin de siècle lebten und nach 1850 geboren wurden.“
- „Zeige mir alle Anbieter eines Produktes ähnlich wie XY, welche seit mehr als 5 Jahren auf dem Markt sind, die von ihren Kunden seitdem als überwiegend sehr gut beurteilt wurden, und die, wenn möglich, auch überdurchschnittlich preisgünstig sind.“

Ein anderer Ansatz zur Beantwortbarkeit komplexer, natürlichsprachlicher Fragen verfolgt eine wesentlich stärkere inhaltliche Strukturbildung in einem derzeit inhaltlich noch kaum strukturierten Web (siehe Semantisches Web).

## Beispiele
- Bing[2], seit 2023 mit integrierter Chat-KI
- Google, speziell mit dem „Knowledge Graph“
- GoPubMed, semantische Suchmaschine für die biomedizinische Domäne
- Swoogle semantische Suchmaschine, die Dokumente, Begriffe und Daten im semantischen Web suchen kann
- Wolfram Alpha, bislang nur in englischer Sprache vorliegende „Antwortmaschine“ des Mathematikers Stephen Wolfram mit Schwerpunkt auf den exakten Wissenschaften
- AskWiki, semantische Suchmaschine für den Datenbestand der deutschsprachigen Wikipedia mit Eingabe der Anfrage per Sprache, 2013 eingestellt